# New Day (песня 50 Cent)
«New Day» — сингл американского рэпера 50 Cent. Песня, спродюсированная Dr. Dre и смикшированная Эминемом, была написана 50 Cent, Алишей Киз, Royce da 5’9", Эминемом, Swizz Beatz, Andrew Brissett, Amber Streeter из RichGirl, Lawrence Jr из Aftermath Records, а также самим Dr. Dre. В песне также читает рэп Dr. Dre и поёт Alicia Keys.

## О сингле
17 июля 2012 года, в ходе интервью, была объявлена обложка сингла на Digital Spy. Премьера сингла состоялась с DJ Camilo на Нью-Йоркской радиостанции Hot 97, 27 июля 2012 года, а потом на сайте Thisis50. Песня, позже была выпущена на iTunes для покупки, как цифровой сингл 30 июля 2012 года. До этого, 28 июня произошла утечка сольной версии песни Swizz Beatz и Alicia Keys «New Day» в интернет.
Позже, 8 августа 2012 года, в интервью XXL, 50 Cent сказал, что эта песня первоначально была записана для альбома Dr. Dre, Detox. Позже, они изменили песню, пригласив на песню Alicia Keys. 50 Cent также подтвердил, что Alicia Keys записала свой текст для сингла, и что запись просочилась в интернет.
Вскоре, было видео, в котором 50 Cent говорил о происхождении песни, которое было выпущено через его аккаунт в YouTube. Старую версию песни, вокально записала и написала Ester Dean. Она записывала её для Alicia Keys, под названием «New Day». Она также сказала, что Dr. Dre хотел эту запись для себя, чтоб «Почувствовать себя, как в кино».

### Из «Сказка Бронкса»
"Это не займет много сил тянуть спусковой крючок, но попробуйте вставать каждое утро изо дня в день и зарабатывать себе на жизнь. Давайте попробуем видеть их, тогда мы увидим, кто реальный жёсткий парень. Рабочий человек, является крутым парнем."
Песня содержит восемисекундные долгопроизносимые слова, свидетельствующие и связанные с содержанием данной музыки. Эти слова из хорошо известного гангстерского фильма, вышедшая в 1993 году, под названием Бронкская история. Говорит эти слова, Роберт Де Ниро, который в фильме играет роль Лоренцо Анелло.

## Видеоклип
17 августа 2012 года, 50 Cent выпустил официальное видео песни с текстом, через сайт Rap Genius, где он читал текст. Тексты в видео есть и от Dr. Dre. В видео показаны сцены из Нью-Йорка, таких как Times Square. Никаких подтверждений по поводу выпуска официального музыкального видео не было. Другое такое же видео, было выпущено через аккаунт 50 Cent в YouTube 24 августа 2012 года. 50 Cent сообщил в интервью радиостанции Hot 97, что видеоклип собираются снять в первую неделю сентября. Тем не менее, съёмки клипа были отменены из-за смерти менеджера Chris Lighty.

В интервью Энджи Мартинес с 50 Cent, на радиостанции Hot 97,5, разговаривали на разные темы, включая смерть менеджера Chris Lighy. Также, разговаривали о концепции и съёмках музыкального видео «New Day», которое как сообщалось, начали снимать в сентябре 2012 года:
У меня был этот трек, в течение четырех месяцев. Первоначально, песня записывалась для альбома Detox. [Версия Алисии] кажется подобной, но Swizz изменил песню. Мы хотели снять клип, но смерть Chris Lighty изменила ситуацию.

## Концертные выступления
50 Cent выступил с песней в Дубай на Atelier Live Music Festival, с Tony Yayo, Kidd Kidd, Precious Paris и DJ Whoo Kid.

## Список композиций
Цифровая дистрибуция
1. «New Day» (при уч. Dr. Dre & Alicia Keys) — 4:24

CD-сингл
1. «New Day» (при уч. Dr. Dre & Alicia Keys) (CLEAN) − 4:27
2. «New Day» (при уч. Dr. Dre & Alicia Keys) (ALBUM VERSION) − 4:27
3. «New Day» (при уч. Dr. Dre & Alicia Keys) (INSTRUMENTAL) − 4:27

## Персонал
Взято из листинга диаграммы Billboard.
- Композитор — 50 Cent, Andre Young, Kassim Dean, Alicia Keys, Ryan D. Montgomery, Marshall Mathers, T. Lawrence Jr, Andrew Brissett, Amber Streeter
- Продюсер — Dr. Dre
- Миксовка — Eminem

## Коммерческий успех
Песня дебютировала под номером #79 в чарте Billboard Hot 100. Также, песня поднялась выше в Top 100, на второй неделе. Трек также дебютировал под номером #66 в чарте Billboard Hot R&B/Hip-Hop и сумел подняться до номера 43, и под номером #28 в Digital Songs. Песня, также стоит под номером #43 в канадском чарте Hot 100, и под номером #52 в чарте Japan Hot 100 .

### Чарт
| Чарт (2012)                           | Пик позиция |
| ------------------------------------- | ----------- |
| Австралия (ARIA)                      | 44          |
| Канада (Billboard Canadian Hot 100)   | 43          |
| Франция (SNEP)                        | 109         |
| Германия (GfK)                        | 53          |
| Japan (Japan Hot 100)                 | 52          |
| Нидерланды (Single Top 100)           | 92          |
| Словакия (Rádio — Top 100)            | 98          |
| США (Billboard Hot 100)               | 79          |
| США (Billboard Hot R&B/Hip-Hop Songs) | 43          |
| США (Billboard Hot Rap Songs)         | 17          |

## История выпуска
| Страна | Дата             | Формат                      | Лейбл                        |
| ------ | ---------------- | --------------------------- | ---------------------------- |
| Канада | 30 Июля, 2012    | Цифровая дистрибуция        | Shady, Aftermath, Interscope |
| США    | 30 Июля, 2012    | Цифровая дистрибуция        | Shady, Aftermath, Interscope |
| США    | 14 Августа, 2012 | Rhythmic contemporary radio | Shady, Aftermath, Interscope |
| США    | 14 Августа, 2012 | Urban contemporary radio    | Shady, Aftermath, Interscope |
| США    | 28 Августа, 2012 | Contemporary hit radio      | Shady, Aftermath, Interscope |